# Salmson 9 AD
O Salmson 9 AD faz parte de uma série de pequenos motores aeronáuticos a pistão, radiais, refrigerados a ar de design francês produzidos pela Société des Moteurs Salmson, a partir do início da década de 1930.

## Características
Como a potência relativamente baixa do motor era dividida entre vários cilindros, o funcionamento desses motores era particularmente suave e o torque muito uniforme. Para o bom funcionamento desses motores, contribuia o uso do sistema "Canton-Unné" de engrenagens planetárias em uma gaiola que conectava os pistões ao pino da manivela.
Os principais atributos do motor incluem: diâmetro do cilindro de 70 mm (2,76 pol.) e curso de 86 mm (3,39 pol.).

## Variantes
9 ADmodelo padrão de produção com sistema "LH" de transmissão "direct drive".
9 ADb
9 ADr
British Salmson AD.9modelo do 9 AD fabricado na Grã-Bretanha pela British Salmson Company em New Malden, Surrey.
British Salmson A.D.9R srsIIIThe A.D.9 with a 0.5:1 reduction gear

## Aplicações
- Ace 300
- Angus Aquila  (A.D.9)
- Arado L I

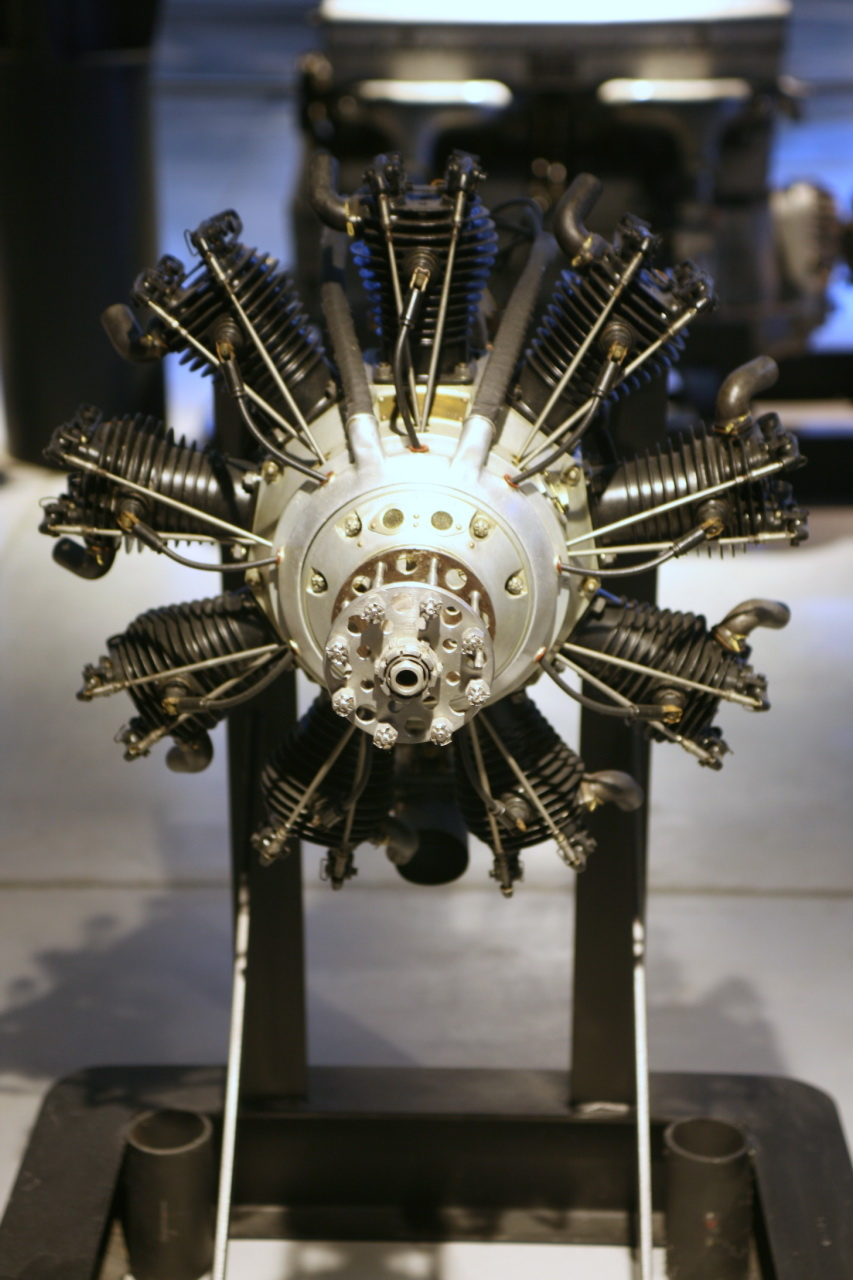
O Salmson 9 AD.

- Arpin A-1 Safety-Pin  (A.D.9R srsIII)
- B.A. Swallow  (A.D.9)
- Bassou Roubis (9 AD)
- BFW M.23a
- Boulton & Paul P.41 Phoenix II  (A.D.9)
- British-Klemm Swallow  (A.D.9R srsIII)
- Brochet MB.50
- Brochet MB.70
- CAP-4 Paulistinha protótipo
- Caudron C.109
- Comper C.L.A.7 Swift  (A.D.9)
- Couzinet 100 (9 ADb)
- Couzinet 103
- Dupuy D-40 (9 AD)
- Farman F.230
- Gerner G II R (9 AD)
- Hafner R.II Revoplane II  (A.D.9)
- Henderson-Glenny Gadfly III
- Hinkler Ibis  (A.D.9)
- Indraéro Aéro 20 (9 ADb)
- Indraéro Aéro 30 (9 AD)
- Indraéro Aéro 101 (9 ADb)
- Jodel D.11
- Jodel D.116
- Jodel D.116 (9 ADr)
- Klemm L.25  (A.D.9)
- Mauboussin M.120
- Morane-Saulnier MS.180
- Peyret-Mouboussin M.XII
- Payne Knight Twister protótipo
- Parmentier Wee Mite  (A.D.9)
- Piel CP.210 Pinocchio (9 AD)
- Raab-Katzenstein RK.9
- Rigault RP.01B
- RWD-2
- Salmson D-6 Cricri  (9 ADr)
- SCAL FB.31
- Siebel Si 202A
- Starck AS-70 Jac
- Starck AS-72
- Taylor E-2 protótipo
- Terle Sportplane (9 AD)
- WNF Wn 16